# スルーシング
スルーシング (sluicing) または間接疑問文縮約〔変形〕（かんせつぎもんぶんしゅくやく〔へんけい〕）とは、統語論において、後に続くだろう節が省略され、wh句によってのみ表される文法上の構造のこと。
スルーシングという用語は、ジョン・R・ロスが1969年のシカゴ言語学会の発表で命名したものである。スルーシングは、構成素でない要素が省略されているように見えるという点が統語的な問題だったのだが、ロスはこれを、wh-前置のあとに、その姉妹の位置にある構成素が省略されるものと分析することで解決した。この分析はスルーシングと省略を包括的に論じたMerchant 2001でさらに詳しく解説されている。

## 例
- Phoebe wants to eat something, but she doesn't know what.（フィービーは食べるものが欲しいが、何をかはわからない）
疑問詞の後<she wants to eat>の省略。
- Jon doesn't like the lentils, but he doesn't know why.（ジョンはヒラマメが嫌いだが、なぜかはわからない）
疑問詞の後<he doesn't like the lentils>の省略。
- Somebody is coming for dinner tonight.（今夜ディナーに来るよ）
――Who?（誰が?）
答えとして独立して使われることもある。
- Someone wants to eat something, but I don't know who what.（誰かが食べ物を欲しいそうだが、誰が何をかは知らない）
ジェイソン・マーチャントによれば、日本語やトルコ語、ロシア語などでは、スルーシングを2回以上行うこともできるという[2]。